# Urbano Santos (ort)
Urbano Santos är en ort i Brasilien.   Den ligger i kommunen Urbano Santos och delstaten Maranhão, i den nordöstra delen av landet, 1 500 km norr om huvudstaden Brasília. Urbano Santos ligger 42 meter över havet och antalet invånare är 12 268.
Terrängen runt Urbano Santos är huvudsakligen platt. Urbano Santos ligger nere i en dal. Urbano Santos är det största samhället i trakten.
Omgivningarna runt Urbano Santos är huvudsakligen savann. Runt Urbano Santos är det glesbefolkat, med 13 invånare per kvadratkilometer.